# Tal Balshai
Tal Balshai (* 1969 in Israel) ist ein israelischer Pianist, Komponist und Arrangeur in den Bereichen Jazz und Klassik.

## Leben
Balshai studierte klassisches und Jazz-Piano in Jerusalem, Tel-Aviv, Berlin und New York.  Seit 1992 lebt er in Berlin, wo er ein Tonmeisterstudium begann. Bereits während des Studiums trat er in der Berliner Clubszene auf und gründete 1995 sein Trio, mit dem er bis heute seine Kompositionen aufführt und einspielt (zunächst mit Jan Roder Kontrabass, Michael Griener Drums.) In den folgenden Jahren arbeitete er als Musiker und Tonmeister. Dabei führte ihn die Tätigkeit als Tonmeister zurück in seine Heimat Israel, wo er mehrere CDs zeitgenössischer israelischer Komponisten produzierte. Nach und nach nahm die Arbeit als Musiker immer mehr Raum ein, so dass er seit 1998 nicht mehr als Tonmeister tätig ist.
Um zeitgenössische israelische Musik einem breiten Publikum zugänglich zu machen, produzierte er mehrere CDs mit dem israelischen Kammermusik-Ensemble Kaprizma. Mit der Akrobatik-Show „Vivace“, für die er die Musik schuf, gastierte er als Dirigent und Pianist im In- und Ausland, so 2004 am Off-Broadway in New Yorks New Victory Theatre.
Seine Kompositionen werden von klassischen und Jazz-Musikern gleichermaßen geschätzt und zur Aufführung gebracht so von Sandy Evans, David Milne, Angela Denoke, Anne-Theresa Albrecht. Er saß am Klavier mit Nigel Kennedy, Mitgliedern der Berliner Philharmoniker und tritt mit seinen Projekten regelmäßig in zahlreichen Jazzklubs in Deutschland und Europa auf. Die Band Jazz and the Philharmonics, ein Ensemble aus Mitgliedern der Berliner Philharmoniker und Jazz-Musikern, deren festes Mitglied er ist, interpretiert unter anderem auch seine Kompositionen.

## Aktuelle Projekte (Auswahl)
Mit der Pianistin Hitomi Takeo gründete Tal Balshai 2008 das Klavierduo ‚PianoPrism‘, das die Grenzen zwischen Epochen und Musikrichtungen auflöst. Als Hommage an die Ausdruckskraft des Klavierduos schrieb Balshai 2011 den Minimal-Music-Zyklus „Das Buch der Ellipsen“.
Endless fields - Music for jazz trio & string quartet. In diesem Projekt bringt Tal Balshai die kompositorischen Erfahrungen, die er im Jazz und in der Klassik machte, zusammen: lyrische Melodien unterlegt von Streichertexturen, eine Reise durch verschiedene Kulturen des Vorderen Orients über Europa bis nach Lateinamerika. Verstärkt wird das Trio von Musikern des Berliner Philharmonischen Orchesters.
From Babelsberg to Beverly Hills - Angela Denoke & Tal-Balshai-Trio. Dieses Projekt beschäftigt sich mit der Musik deutscher, insbesondere Berliner Komponisten aus den 1930er Jahren. Einige von ihnen mussten während der NS-Diktatur aus Deutschland fliehen und fanden in der Filmindustrie Amerikas ein neues Zuhause. Andere konnten in Deutschland bleiben und hier auch während des Krieges wirken.
Das Kind und die Abstellkammer - Tal Balshai Quintett. Diese Band steht in der Tradition des klassischen Jazz-Quintetts mit der Besetzung Trompete, Saxophon, Klavier, Bass und Schlagzeug.
Piano solo - Tal Balshai. Eine Mischung aus frei improvisierten und auskomponierten Stücken für Klavier und präpariertes Klavier.
The Art of Duo Christof Griese und Tal Balshai präsentieren Improvisationen und Eigenkompositionen aus dem Feld des Jazz mit klassischen und arabischen Einflüssen.

## CD-Veröffentlichungen
- Camel – Tal Balshai Trio (1999, Darp-Records)
- Christof Griese Affinities (2000, BIT Musikverlag)
- David Milne Berlin Connection (2001, BIT Musikverlag)
- Vivace – Original music from the show (2003, BIT Musikverlag)
- Christof Griese & Tal Balshai The Art of Duo (2007, BIT Musikverlag)
- Endless fields – Music for jazz trio & string quartet, featuring string players of the Berlin Philharmonic Orchestra (2007, Honigtee music)
- Angela Denoke singt Kurt Weill (2012, Honigtee music)